# Каракалпакија
Каракалпакија је аутономна република у саставу Узбекистана. Покрива цели западни део Узбекистана. Главни град је Нукус (каракалпачки: Nökis ili Нөкис). Република Каракалпакија има површину од 160.000 км2. Површина јој покрива подручје древне државе Хорезам, иако се у класичној персијској књижевности за њу користио назив Kāth.

## Демографија
Становништво Каракалпакије се процењује на 1 200.000, од чега су 400.000 Узбеци, а 300.000 Казаси. Каракалпаци су бивши номадски пастири и рибари који се први пут помињу у 16. веку. Име им значи Црна капа (Црни шешир), али је каралпачка култура толико трансформисана совјетизацијом да се изгубило првобитно значење израза црна капа. Каракалпакијски језик се сматра ближим казашком него узбечком. Постоје тврдње да је етничка група ништа друго до измишљотина совјетских власти у циљу да се поделе Казаси. Језик је као писмо у совјетско доба користио модификовану ћирилицу да би од 1996. године почела да се користи латиница.
Осим главног града Нукуша, важнији градови су Хојели (узбечки: ; руски Хоџејли), место на коме се налазе бројне хорезмске рушевине и Мојнак, (узбечки: ; руски Мујнак), бивша лука Аралског мора која се сада налази километрима у унутрашњости.

## Привреда
Привреда регије, која је некада зависила од рибарства, сада се темељи на узгоју памука, риже и лубеница. Хидроелектрична енергија коју дају велике електране на Аму Дарји саграђене у совјетско доба такође су важан извор прихода.
Делта Аму Дарје је некада била густо насељена, и у њој је захваљујући широко распросртањеном наводњавању хиљадама година постојала развијена пољопривреда. Под Хорезмом је то подручје стекло значајан утицај и просперитет. Међутим, поступне климатске промене кроз векове, које је убрзала еколошка катастрофа Аралског мора крајем 20. века је створила тешке проблеме за Каракалпакију. Древна оаза река, језера, мочвара, шума и фарми се исушује, те је отрована сољу и хемикалијама које ветар доноси са исушеног дна Аралског мора. Према неким подацима, летње температуре су порасле 10, а зимске температуре пале за 10 ступњева Целзијуса, што је створило пораст здравствених и респираторних проблема за становништво.